# تولا (وحدة)

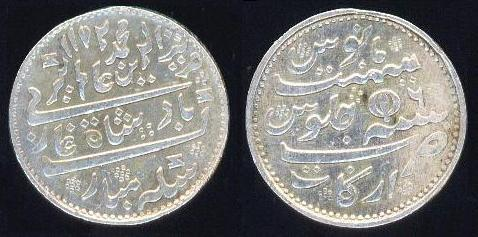
عملة روبية من الفضة، صادرة عن شركة الهند الشرقية البريطانية، وكانت المعيار العملي للتولة.

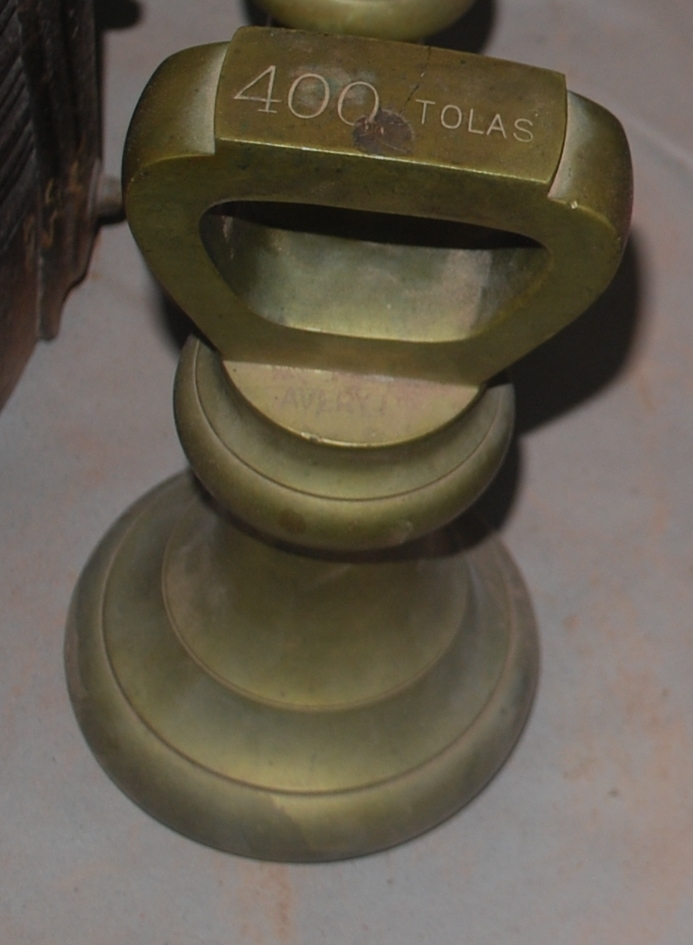
400 تولة

تولا أو تولة ((بالهندية: तोला)‏، (بالأردوية: تولا)‏، (بالسنسكريتية: तोलकः)‏، tolaka) لغة بنجابية (ਤੋਲਾ)، هي وحدة لقياس الكتلة، والمستخدمة تقليديا في جنوب آسيا، الآن تم توحيدها لتكون (11.6638038 غرام) أو بالضبط ما يعادل 3/8 أوقية ترويسية (أونصة). وكانت هي وحدة قياس الكتلة الأساسية في نظام الأوزان والقياسات في الهند البريطانية والتي اتخذت في عام 1833 مع أنها استخدمت قبل ذلك التاريخ بفترة طويلة. كما كانت تستخدم أيضا في عدن وزنجبار: حيث، كانت التولة الواحدة تصل إلى ما يعادل إلى 175.90 الحبوب تروي (0.97722222 تولا بريطانية، أو 11.33980925 غرام).
والكيلوغرام الواحد يساوي 85.735 توله
يعني ما يقارب توله = 12.5 جرام وليس لها حساب دقيق ّ